# Salpingotus pallidus
Salpingotus pallidus är en däggdjursart som beskrevs av Vorontsov och Georgy I. Shenbrot 1984. Salpingotus pallidus ingår i släktet Salpingotus och familjen hoppmöss. IUCN kategoriserar arten globalt som otillräckligt studerad. Inga underarter finns listade i Catalogue of Life.
Kroppslängden (huvud och bål) är 40 till 58 mm, svanslängden är 85 till 101 mm och bakfötterna är 20 till 22 mm långa. Djuret har 9 till 11 mm långa öron och en vikt av 7 till 13 g. Vid svansens spets bildar långa hår en tofs som är tydlig längre hos hanar. Den främre delen av svansen är tjock och bakfötterna har tre tår. Ovanför tårna förekommer borstiga hår. Salpingotus pallidus har gul tandemalj på framtändernas framsida. Pälsen på ovansidan är sandfärgad med gråa nyanser och undersidan är täckt av vit päls. Tofsen vid svansens spets är svartaktig.
Denna hoppmus förekommer med flera från varandra skilda populationer i Kazakstan. Habitatet utgörs av sandiga områden med sparsamt växtlighet som buskar, gräs och arter av malörtssläktet.
Individerna är nattaktiv. De äter frön och andra växtdelar samt ryggradslösa djur. Parningen sker efter vinterdvalan under våren. Honor kan ha två kullar per år. Per kull föds 2 till 4 ungar. Arten håller från september till mars vinterdvala.